# 王伊
王伊（?—?），河南省汝寧府羅山縣人，清朝政治人物、同進士出身。

## 生平
光緒二十一年（1895年），参加光緒乙未科殿試，登進士三甲161名。同年五月，以主事分部学习。